# Регламент про ринки криптоактивів
 Регла́мент про ри́нки криптоактивів (MiCA або MiCAR) — нормативно-правовий акт Європейського Союзу, який покликаний допомогти оптимізувати впровадження технології блокчейну та децентралізованої бази даних (DLT) як частину регулювання віртуальних активів у Європейському Союзі, одночасно захищаючи користувачів та інвесторів.
MiCA був прийнятий Європейським парламентом 20 квітня 2023 року та повністю застосовується з грудня 2024 року.

## Назва
Повна назва закону: «Регламент (ЄС) 2023/1114 Європейського парламенту та Ради від 31 травня 2023 року про ринки криптоактивів та про внесення змін до Регламентів (ЄС) № 1093/2010 та (ЄС) № 1095/2010 та Директив 2013/36/ЄС та (ЄС) 2019/1937».
Регламент неофіційно називається «Ринки криптоактивів» (MiCA) або скорочено «Регламент про ринки криптоактивів» (MiCAR).
MiCA є частиною пакету цифрових фінансів, який має намір трансформувати європейську економіку.

## Функція
MiCA забезпечує юридичну визначеність щодо криптоактивів – криптовалют, токенів-цінних паперів та стейблкойнів. Він схожий на Директиву про ринки фінансових інструментів (MiFID), яка є правовою основою для ринків цінних паперів, інвестиційних посередників і торгових майданчиків. MiCA охоплює учасників крипторинку, включаючи емітентів криптоактивів, торгові платформи, біржі та постачальників гаманців зберігача. Перевага пропозиції MiCA полягає в тому, що вона дозволяє банкам, інвестиційним компаніям та іншим фінансовим установам брати участь у діяльності на крипто-ринках за умови, що вони мають дозвіл пропонувати послуги відповідно до MiFID II. Очікувалося, що він буде відрізнятися від нормативно-правової бази Сполученого Королівства щодо криптовалют, та, що Сполучене Королівство почне регулювання лише кількох криптоактивів, тоді як режим MiCA мав бути ширшим.

## Історія
Підготовча робота для MiCA розпочалася в 2018 році після суспільного інтересу до криптовалют (до 2024 року в Європі, за оцінками, мало бути 31 мільйон користувачів криптовалют). У вересні 2020 року Європейська комісія прийняла пакет цифрових фінансів, який включав MiCA, що призвело до обговорень між підготовчими органами (Рада ЄС, Європейський центральний банк, Економічний і соціальний комітет).
Після 18 місяців дебатів Європейський Союз ухвалив MiCA у 2022 році. Положення щодо стейблкоїнів набули чинности в червні 2024 року, а положення, що стосувалися постачальників послуг криптоактивів, набули чинности в грудні 2024 року. Однак постачальники послуг із менш ніж 15 мільйонами активних користувачів у Європі не вважатимуться «значними» відповідно до MiCA, тому за ними будуть наглядати національні органи держав-членів, а не Європейське банківське управління та Європейський центральний банк. Елізабет МакКол, членкиня наглядової ради ЄЦБ, попередила про «прогалини в структурі» регулювання крипто-ринків і про те, що традиційні підходи можуть не працювати. Вона сказала, що поріг у 15 мільйонів, ймовірно, призведе Binance та FTX до їх краху. Вона робила подібні попередження на конференції Financial Times у листопаді 2022 року.
Société Générale був першим великим банком, який у грудні 2023 року розмістив стейблкоїн у MiCA на Bitstamp, біржі в Люксембурзі.
У травні 2024 року ЄБА опублікувала остаточний проєкт регуляторних технічних стандартів (RTS) і остаточний проєкт імплементаційних технічних стандартів (ITS) згідно з MiCA, які застосовуються з 30 червня 2024 року.